# Château de Quincy
Le château de Quincy est situé sur la commune de Quincy, dans le département du Cher en France. La propriété est privée et classée monument historique depuis 1992.
Dans son état actuel, le château de style Louis XIII, inspiré de Bois-Bouzon et de Jussy remplace le château hypothétique de 1490 ou celui qui lui fut antérieur.

## Historique
À la fin du XIVe siècle, l'ostel de Quincy appartient aux frères Jacquelin et Johannet Trousseau, propriétaires de Bois-Sir-Amé qui ont érigé une chapelle en la Cathédrale Saint-Étienne de Bourges.
Par la suite, il appartient au chirurgien de Charles VII de France, Regnault Thierry de Mehun. La légende dit que Jeanne d'Arc aurait dormi à Quincy. 
En 1490, Louis Dupont, seigneur de Meart et de Quincy, obtint du roi Charles VIII le droit de faire fortifier son château de Quincy. La construction dut rester à l’état de projet.
En 1648, le roi Louis XIV érige la seigneurie de Quincy en vicomté, au nom de Charles Pinon de Quincy (...-1672), maître des requêtes et intendant du Berry. 
Il appartient désormais à la famille Pelletier-Ponroy depuis 8 générations. 

## Description
L'ensemble architecturale du XVIIe siècle est remarquablement conservé. Au Nord : une ferme comportant une infirmerie, une boulangerie, une vacherie, une bergerie, un colombier au centre de sa cour fermée, et un cellier qui témoigne encore aujourd'hui de son activité viticole. Autrefois un grand pressoir était sous une grange de la cour aujourd'hui aménagée. 
Au centre, le Château se compose d'un corps de logis rectangulaire, flanqué de deux ailes en retour d'équerre sur les cotés Nord et Sud. A l'Est, quatre pavillons entourent la cour d'honneur : deux pavillons d'entrée et deux autres situé angulairement en avant des ailes latérales. A l'Ouest, plusieurs escaliers amènent au jardin d'apparat.
On remarque également au sud les anciennes cuisines et écuries, détruite à moitié au XIXe siècle pour construire la mairie actuelle. L'ancienne cour de cet ensemble est désormais une cour de récréation pour l'école communale.

## Les Jardins
Le Château est élevé sur la rive gauche du Cher sur un coteau qui domine la vallée. Les jardins descendent jusqu'au niveau du val par trois terrasses successives reliés par des escaliers et confortées par des murs de soutènement. Ces terrasses en "vaste amphithéâtre" comme il est dit dans le dénombrement de 1787, forme un socle au Château. Les jardins comportaient également un jardin potager, un jardin fruitier et des vignes. Une place de tilleuls appelée "salle verte" relie encore le château au parc boisé d'une superficie de 17 hectares, clos de mûrs, qui s'étend au Sud.

## Protection
Le château de Quincy, y compris les décors intérieurs, les 2 pavillons d’entrée situés de part et d’autre de l’allée d’accès, les façade, côtés et toitures de la remise bordant la cour du château au Nord-Ouest, les façades et les toitures des bâtiments de l’ancienne ferme situés au Nord-Ouest du château comprenant : au Nord, l’habitation avec grange et garage contigus, à l’Ouest, le corps de bâtiment disposé perpendiculairement à l’habitation, abritant la remise et les logements, et situés le long du chemin rural dit du Domaine, à l’Est, le cellier, le colombier et le corps de porche avec son passage, le puits de l’ancienne ferme, l’allée d’accès du château, l’avant-cour du château, la cour d’honneur du château, les jardins, les escaliers de pierre qui relient les 3 terrasses et les murs de soutènement de celles-ci, la balustrade, les 2 bassins du parterre de la terrasse inférieure, l’ensemble du parc avec sa partie boisée, y compris les bancs s’y trouvant et les murs de clôture, sont classés parmi les Monuments Historiques par arrêté du 31 mars 1992.

## Le vin
Le site est un domaine familial et viticole.